# 36.ª edición de los Premios Grammy
La 36.ª edición de los Premios Grammy se celebró el 1 de marzo de 1994 en el Radio City Music Hall de Nueva York, en reconocimiento a los logros discográficos alcanzados por los artistas musicales durante el año anterior. El evento fue presentado por Garry Shandling y fue televisado en directo en Estados Unidos por CBS. Whitney Houston fue la gran ganadora obteniendo un total de tres galardones.

## Ganadores

### Generales
- Grabación del año
  - David Foster (productor); Whitney Houston (intérprete) por "I Will Always Love You"
- Álbum del año
  - Babyface, BeBe Winans, David Cole, David Foster, L.A. Reid, Narada Michael Walden, Robert Clivilles, Clive Davis (productores); Whitney Houston (intérprete) por The Bodyguard: Original Soundtrack Album
- Canción del año
  - Alan Menken & Tim Rice (compositores); Peabo Bryson & Regina Belle (intérpretes) por "A Whole New World (Aladdin's Theme)"
- Mejor artista novel
  - Toni Braxton

### Alternativa
- Mejor álbum de música alternativa
  - U2 por Zooropa

### Blues
- Mejor álbum de blues tradicional
  - B. B. King por Blues Summit
- Mejor álbum de blues contemporáneo
  - Buddy Guy por Feels Like Rain

### Clásica
- Mejor interpretación orquestal
  - Pierre Boulez (director) & Chicago Symphony Orchestra por Bartók: El príncipe de madera
- Mejor interpretación solista vocal clásica
  - Arleen Auger por The Art of Arleen Auger (Works of Larsen, Purcell, Schumann, Mozart)
- Mejor grabación de ópera
  - Steven Paul (productor), John Nelson (director), John Aler, Kathleen Battle, Michael Chance, Mark S. Doss, Marilyn Horne, Neil Mackie, Sylvia McNair, Samuel Ramey, Ambrosian Opera Chorus & English Chamber Orchestra por Handel: Semele
- Mejor interpretación de una obra coral
  - Pierre Boulez (director), Margaret Hillis (director de coro) & Chicago Symphony Orchestra & Chorus por Bartók: Cantata profana
- Mejor interpretación clásica, solista instrumental (con orquesta)
  - James Levine (director), Anne-Sophie Mutter & Chicago Symphony Orchestra por Berg: Concierto para violín / Rihm: Time Chant
- Mejor interpretación clásica, solista instrumental (sin orquesta)
  - John Browning por Barber: The Complete Solo Piano Music
- Mejor interpretación de música de cámara
  - Emerson String Quartet por Ives: Cuartetos de cuerda n.º 1 & n.º 2 / Barber: Cuarteto de cuerda Op.11 (American Originals)
- Mejor composición clásica contemporánea
  - Elliott Carter (compositor), Oliver Knussen (director) & London Symphony Orchestra por Carter: Concierto para violín
- Mejor álbum de música clásica
  - Karl-August Naegler (productor), Pierre Boulez (director), John Aler, John Tomlinson & Chicago Symphony Orchestra & Chorus por Bartók: El príncipe de madera & Cantata profana'

### Composición y arreglos
- Mejor composición instrumental
  - Kenny G (compositor) por "Forever in Love"
- Mejor canción escrita específicamente para una película o televisión
  - Alan Menken & Tim Rice (compositores); Regina Belle & Peabo Bryson (intérpretes) por "A Whole New World" (de Aladdin)
- Mejor álbum de banda sonora original instrumental escrita para una película o televisión
  - Alan Menken (compositor); varios intérpretes por Aladdin
- Mejor arreglo instrumental
  - Dave Grusin (arreglista) por "Mood Indigo"
- Mejor arreglo instrumental acompañado de vocalista
  - David Foster & Jeremy Lubbock (arreglistas); Céline Dion & Clive Griffin (intérpretes) por "When I Fall in Love"

### Country
- Mejor interpretación vocal country, femenina
  - Mary Chapin Carpenter por "Passionate Kisses"
- Mejor interpretación vocal country, masculina
  - Dwight Yoakam por "Ain't That Lonely Yet"
- Mejor interpretación country, dúo o grupo
  - Brooks & Dunn por "Hard Workin' Man"
- Mejor colaboración vocal country
  - Linda Davis & Reba McEntire por "Does He Love You"
- Mejor interpretación instrumental country
  - Asleep at the Wheel, Chet Atkins, Eldon Shamblin, Johnny Gimble, Marty Stuart, Reuben "Lucky Oceans" Gosfield & Vince Gill por "Red Wing"
- Mejor canción country
  - Lucinda Williams (compositor); Mary Chapin Carpenter (intérprete) por "Passionate Kisses"
- Mejor álbum de bluegrass
  - The Nashville Bluegrass Band por Waitin' for the Hard Times to Go

### Espectáculo musical
- Mejor álbum de espectáculo con reparto original
  - George Martin (productor), Pete Townshend (compositor y guionista) & el reparto original por The Who's Tommy

### Folk
- Mejor álbum de folk tradicional
  - The Chieftains por The Celtic Harp
- Mejor álbum de folk contemporáneo
  - Nanci Griffith por Other Voices / Other Rooms

### Gospel
- Mejor álbum gospel pop/contemporáneo
  - Steven Curtis Chapman por The Live Adventure
- Mejor álbum gospel rock
  - DC TalK por Free at Last
- Mejor álbum gospel soul tradicional
  - Shirley Caesar por Stand Still
- Mejor álbum gospel soul contemporáneo
  - The Winans por All Out
- Mejor álbum gospel sureño, country o bluegrass
  - Kathy Mattea por Good News
- Mejor álbum gospel, coro o coros
  - Carol Cymbala (director de coro); Brooklyn Tabernacle Choir (intérpretes) por Live...We Come Rejoicing

### Hablado
- Mejor álbum hablado
  - Maya Angelou por On the Pulse of Morning
- Mejor álbum hablado de comedia
  - George Carlin por Jammin' in New York

### Histórico
- Mejor álbum histórico
  - Michael Lang & Phil Schaap (productores); Billie Holiday (intérprete) por The Complete Billie Holiday on Verve 1945-1959

### Infantil
- Mejor álbum musical para niños
  - Alan Menken, Tim Rice (productores) & varios intérpretes por Aladdin - Original Motion Picture Soundtrack
- Mejor álbum hablado para niños
  - Deborah Raffin, Michael Viner (productores) & Audrey Hepburn por Audrey Hepburn's Enchanted Tales

### Jazz
- Mejor interpretación jazz instrumental, solista
  - Joe Henderson por "Miles Ahead"
- Mejor interpretación jazz instrumental, individual o grupo
  - Joe Henderson por So Near, So Far (Musings for Miles)
- Mejor interpretación jazz instrumental, conjunto grande
  - Miles Davis & Quincy Jones por Miles and Quincy Live at Montreux
- Mejor interpretación jazz vocal
  - Natalie Cole por Take a Look
- Mejor interpretación jazz contemporáneo
  - Pat Metheny Group por The Road to You

### Latina
- Mejor álbum de pop latino
  - Luis Miguel por Aries
- Mejor álbum latino tropical tradicional
  - Gloria Estefan por Mi tierra
- Mejor interpretación mexicano-estadounidense
  - Selena por Live

### New age
- Mejor interpretación new age
  - Paul Winter Consort por Spanish Angel